# Kanton Kaufungen
Der Kanton Kaufungen war eine Verwaltungseinheit im Distrikt Kassel des Departements der Fulda im napoleonischen Königreich Westphalen. Hauptort des Kantons und Sitz des Friedensgerichts war der Ort Oberkaufungen im heutigen Landkreis Kassel. Der Kanton umfasste 14 Dörfer und Weiler und eine Stadt, hatte 7.025 Einwohner und eine Fläche von 3,22 Quadratmeilen.
Zum Kanton gehörten die Orte:
- Oberkaufungen, mit Sensenstein, Friedrichswerk, Mittelthal und Johanneswiese
- Epterode und Querenberg
- Eschenstruth
- Stadt Großalmerode, mit Niedern-Gute
- Helsa, Wickenrode und Hesberg
- Nieste, Hessenhof, Rotte Breite und Buntebock
- Quentel, mit St. Ottilien
- Wattenbach
- Wellerode